# 兵庫県道541号神池寺線
兵庫県道541号神池寺線（ひょうごけんどう541ごう じんちじせん）は、兵庫県丹波市を通る一般県道である。

## 概要
丹波市市島町多利から丹波市市島町北奥に至る。

### 路線データ
- 起点：丹波市市島町多利（神池寺付近）
- 終点：丹波市市島町北奥（兵庫県道・京都府道59号市島和知線交点）
- 総延長：4.953 km

## 地理

### 通過する自治体
- 丹波市

### 交差する道路
| 交差する道路                     | 交差する場所 | 交差する場所 |
| -------------------------------- | ------------ | ------------ |
| 兵庫県道・京都府道59号市島和知線 | 市島町北奥   | 終点         |

### 沿線
- 神池寺